# 田中湧士
田中 湧士（たなか ゆうし、1999年10月5日 - ）は、熊本県出身の男子バドミントン選手。NTT東日本所属。

## 経歴

### - 2023年
2019年の全日本学生選手権の男子シングルス決勝で奈良岡功大を破って優勝。
2021年の全日本総合選手権では、決勝で奈良岡功大に14-21, 21-17, 21-14で逆転勝利し優勝した。

### 2024年
3月のオルレアン・マスターズでは、決勝で同胞の高橋洸士を破って優勝。BWFワールドツアー初タイトル獲得となった。
6月のUSオープンでは、準々決勝で第3シードの蘇力揚を破り、決勝で雷蘭曦を破って優勝した。
翌週のカナダ・オープンでは、準々決勝で香港のベテラン選手の伍家朗を破って準決勝に進出。準決勝では同胞の渡邉航貴に敗れ敗退した。